# Кореопсис розовый
Кореопсис розовый (лат. Coreopsis rosea) — вид травянистых растений рода Кореопсис (Coreopsis) семейства Астровые (Asteraceae). Отличается от большинства видов рода своими розовыми цветами.

## Ботаническое описание
Кореопсис розовый — многолетнее травянистое растение высотой 10—30 см, иногда до 60 см, 45—75 см в ширину.
Листья — тонкие иглообразные, размер — 20-45(-60) × 1-2(-3+) мм, изредка с 1—2 латеральными долями.
Цветки — розового цвета с жёлтым диском, до 2 см в диаметре, лепестки 9—15 мм. Это отличает этот вид от других кориопсисов (кроме C. nudata), цветы у которых жёлтого цвета. В центре расположены от 40 до 60 дисковых цветков от охряного до жёлтого цвета. Цветёт в июне-сентябре.

## Ареал и местообитание
Растение произрастает на востоке Северной Америки от Новой Шотландии (Канада) на севере, в штатах Атлантического побережья США (Массачусетс, Род-Айленд, Нью-Джерси, Пенсильвания), до Мериленда на юге. Встречается также в Южной Каролине, возможно, интродуцирован человеком. Растёт на побережье и на болотистых почвах по краям болот.

## В цветоводстве
Кореопсис розовый используется как декоративное растение в цветоводстве.

### Сорта
- «Сладкие сны» (англ. Sweet Dreams) — 30—45 см в высоту, двухцветный цветок с белой каймой и малиновой серединой, жёлтый диск.
- «Райские врата» (англ. Heaven's Gate) — 20—45 см в высоту, лепестки розовые, ближе к диску пурпурные. Обильное цветение летом. Выведен в 2002 году как мутация сорта Sweet Dreams с более бледным оттенком красного.